# الأكاديمية البرازيلية للأحرف
الأكاديمية البرازيلية للأحرف (بالبرتغالية: Academia Brasileira de Letras) هي جمعية أدبية برازيلية غير ربحية تأسست في نهاية القرن التاسع عشر من قبل مجموعة من 40 كاتب وشاعر، مستوحاه من الأكاديمية الفرنسية. أعلن الرئيس الأول ماشادو ده أسيس عن تأسيسها في 15 ديسمبر 1896، مع تمرير اللوائح في 28 يناير 1897. في 20 يوليو من نفس العام بدأت الأكاديمية عملها.
وفقًا لنظامه الأساسي فهي المجلس البرتغالي الأبرز للمسائل المتعلقة باللغة البرتغالية. تعتبر الأكاديمية المؤسسة الأولى المكرسة للغة البرازيلية. تمنحها مكانتها ومؤهلاتها الفنية سلطة عليا في اللغة البرتغالية البرازيلية، على الرغم من أنها ليست مؤسسة عامة ولا يوجد قانون يمنحها الإشراف على اللغة. المنشور الرئيسي للأكاديمية في هذا المجال هو المفردات الهجائية للغة البرتغالية الذي يحتوي على خمس طبعات. يتم إعداد المفردات من قبل لجنة الأكاديمية لعلم المعجم. إذا لم يتم تضمين كلمة في المفردات، فإنها تعتبر غير موجودة ككلمة صحيحة في البرتغالية البرازيلية.
منذ بدايتها وحتى يومنا هذا تتكون الأكاديمية من 40 عضوًا، يُعرفون باسم «الخالدون». يتم اختيار هؤلاء الأعضاء من بين مواطني البرازيل الذين نشروا أعمالًا أو كتبًا ذات قيمة أدبية معترف بها. يتم منح منصب «الخالد» مدى الحياة. يتم قبول الأعضاء الجدد عن طريق تصويت أعضاء الأكاديمية عندما يصبح أحد «الكراسي» شاغرًا. الكراسي مرقمة ولكل منها راع: الرعاة هم 40 كاتب برازيلي كبير ماتوا بالفعل عندما تأسست الأكاديمية، تم اختيار أسماء الرعاة من قبل المؤسسين لتكريمهم بعد الوفاة من خلال منح الرعاية على كرسي. وبالتالي يرتبط كل كرسي بحامله الحالي أو هي أو أسلافه، والمؤسس الأصلي الذي شغلها في المقام الأول، وكذلك مع المستفيد.
يستخدم الأكاديميون زيًا رسميًا مذهبًا للاحتفال بالسيف (يُطلق على الزي الرسمي «فارداو») عند المشاركة في الاجتماعات الرسمية في الأكاديمية. الهيئة لديها مهمة العمل كسلطة رسمية على اللغة، وهي مكلفة بنشر قاموس رسمي للغة. ومع ذلك فإن أحكامها ليست ملزمة للجمهور أو للحكومة.

## الوصف
تهدف الأكاديمية وفق نظامها الأساسي إلى تعزيز «ثقافة اللغة الوطنية». وهي تضم 40 عضوًا فعالًا ودائمًا، يُعرفون باسم «الخالدون». هؤلاء الأعضاء مواطنون برازيليون لديهم أعمال منشورة ذات قيمة أدبية ذات صلة. إلى جانب هؤلاء الأعضاء تضم الأكاديمية أيضًا 20 عضوًا مراسلًا.
يحضر جميع الأعضاء جلسة رسمية يرتدون فيها الزي الرسمي للأكاديمية لأول مرة. خلال الحفل يلقي العضو الجديد كلمة تذكرها أو تذكر سلفه وجميع الأعضاء السابقين الذين شغلوا الكرسي.
انتخبت الأكاديمية التي كانت مؤسسة ذكورية تقليديًا أول عضوة فيها في 4 نوفمبر 1977 وهي الروائية راشيل دي كيروز. فتح هذا الانتخاب الرائد للروائية الطريق للعضوات الأخريات. تضم الأكاديمية الآن أربع عضوات (10٪ من مجموع أعضائها)، شغلت إحداهن نيليدا بينيون، منصب الرئيس في 1996-1997.

### الوقت الحاضر
بفضل الإيرادات التي تزيد عن 4 ملايين دولار سنويًا، أصبحت الأكاديمية مستقرة ماليًا. تمتلك ناطحة سحاب من 28 طابقًا في وسط ريو دي جانيرو البرازيل، والتي تستأجرها الأكاديمية لمساحة مكتبية، وتولد 70٪ من إيراداتها الحالية. يأتي الباقي من إيجار مبانٍ أخرى، والتي ورثت عن محرر الكتاب فرانسيسكو ألفيس من حزب العمال في عام 1917، ومن استثمارات مالية أخرى. هذا الوضع المريح يسمح بدفع «جيتون» لكل أكاديمي.
تمنح الأكاديمية سنويًا عدة جوائز أدبية:
- جائزة ماشادو جي أسيس: أهم جائزة أدبية في البلاد وهي تمنح عن مدى الحياة.
- جوائز الأكاديمية البرازيلية للأحرف: للشعر والخيال والدراما والمقالات وتاريخ الأدب وأدب الأطفال.
- جائزة خوسيه لينس دو ريغو: وهي جائزة تذكارية استثنائية مُنحت في عام 2001.
- جائزة أفونسو أرينوس: وهي جائزة تذكارية استثنائية مُنحت عام 2005.

تنشر الأكاديمية أيضًا دورية أدبية، وهي المجلة البرازيلية (بالبرتغالية: Revista Brasileira)، بإصدارات ربع سنوية.